# Archidiocèse de Manizales
L'archidiocèse de Manizales (en latin : archidioecesis Manizalensis ; en espagnol : arquidiócesis de Manizales) est un archidiocèse métropolitain de l'Église catholique en Colombie.

## Territoire

Il comprend les municipalités d'Aguadas, Aranzazu, Chinchiná, Filadelfia, La Merced, Manizales, Marulanda, Neira, Pácora, Palestina, Salamina et Villamaría du département de Caldas et la municipalité de Santa Rosa de Cabal du département de Risaralda ce qui correspond à un territoire de 3 848 km2 divisé en 94 paroisses.
Le siège archiépiscopal est dans la ville de Manizales où sont situées la cathédrale-basilique Notre-Dame-du-Rosaire ainsi que la basilique de l'Immaculée-Conception (es). Deux autres basiliques se trouvent sur le territoire de l'archidiocèse : Notre-Dame-des-Miséricordes (es) à Chinchiná et Notre-Dame-des-Victoires à Santa Rosa de Cabal.

## Historique
Le diocèse est érigé le 11 avril 1900 par le décret Apostolicae Sedi de la congrégation pour les évêques en prenant une partie des territoires de l'archidiocèse de Popayán et du diocèse de Medellín (aujourd'hui archidiocèse de Medellín).
À l'origine suffragant de l'archidiocèse de Popayán, il intègre la province ecclésiastique de l'archidiocèse de Medellín le 24 février 1902 en vertu du décret Apostolici ministerii de la congrégation pour les évêques.
Il cède des portions de son territoire le 17 décembre 1952 pour l'érection des diocèses d'Armenia et de Pereira. Le 10 mai 1954, le diocèse de Manizales est élevé au rang d'archidiocèse métropolitain par la constitution apostolique Ob arduum du pape Pie XII avec pour suffragants les diocèses d'Armenia et Pereira.
Par la lettre apostolique Velut amica du 9 janvier 1958, le pape Pie XII décrète que la Vierge Marie, vénérée sous le vocable de Notre-Dame du Rosaire ainsi que sainte Barbe, sont les  principales patronnes de l'archidiocèse.
Il cède encore du territoire le 29 mars 1984 pour la création du diocèse de La Dorada-Guaduas qui est nommé suffragant de l'archidiocèse de Manizales.

## Évêques
évêques
- Gregorio Nacianceno Hoyos Yarza (16 décembre 1901 - 25 octobre 1921)
- Tiberio Salazar Herrera (6 juillet 1922 - 7 juillet 1932), nommé archevêque coadjuteur de Medellín
- Juan Manoel González Arbeláez (3 juillet 1933 - 6 juin 1934)
- Luis Concha Córdoba (13 juillet 1935 - 10 mai 1954), devient archevêque de Manizales

archevêques
- Luis Concha Córdoba (10 mai 1954 - 18 mai 1959), nommé archevêque de Bogotà
- Arturo Duque Villegas (7 juillet 1959 - 22 mai 1975)
- José de Jesús Pimiento Rodríguez (22 mai 1975 - 15 octobre 1996)
- Fabio Betancur Tirado (15 octobre 1996 - 7 octobre 2010)
- Gonzalo Restrepo Restrepo (7 octobre 2010 - 6 janvier 2020)
- José Miguel Gómez Rodríguez, depuis le 25 avril 2021